# فورگنسپیتز
فورگنسپیتز (به لاتین: Furggenspitz) یک کوه در سوئیس است که در کانتون برن واقع شده‌است. فورگنسپیتز ۲٬۲۹۷ متر بالاتر از سطح دریا واقع شده‌است.